# Chrysler Laser
Chrysler Laser – samochód sportowy klasy średniej produkowany pod amerykańską marką Chrysler w latach 1983 – 1987.

## Historia i opis modelu

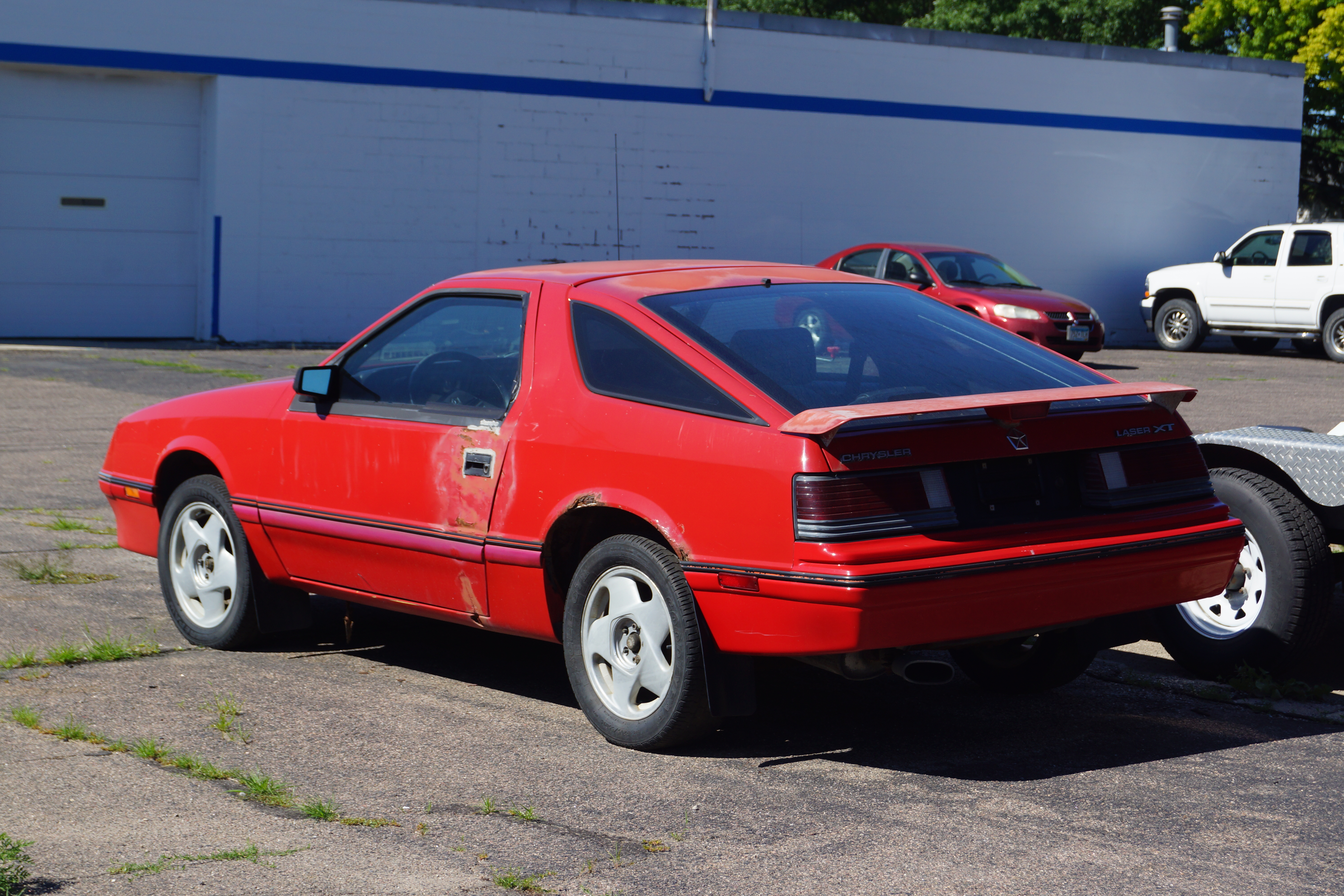
Chrysler Laser - tył

W 1983 roku Chrysler zaprezentował bliźniacze modele sportowe zbudowane na platformie K-body - Dodge'a Daytonę i Chryslera Laser. Ten drugi zyskał bardziej luksusową rolę, odróżniając się innym wyglądem atrapy chłodnicy, wystrojem wnętrza i logotypami na karoserii. Z powodu niewielkiej sprzedaży, Laser został wycofany ze sprzedaży tuż przed modernizacją znacznie popularniejszej modelu Dodge'a w 1987 roku.

### Wersje wyposażeniowe
- LE
- XD

### Silniki
- R4 CARB 8v 2.2L NA: 84 KM
- R4 TBI 8v 2.2L NA: 97 KM
- R4 FI 8v 2.5 NA: 100 KM
- R4 FI 8v 2.5 Turbo I: 146 KM